# John Muir (botánico)
John Muir  (Castle Douglas, 18 de junio de 1874 - Ciudad del Cabo, 3 de agosto de 1947) fue un médico, botánico, taxónomo, historiador escocéssudafricano.

## Biografía
Entre 1890 a 1892, estudió artes y medicina en la University of St Andrews. En 1892, se enroló en la Universidad de Edimburgo, obteniendo un M.B. y C.M. en 1896, y su M.D. en 1902.
En 1896, fue a Sudáfrica y practicado en Worcester, Strydenburg, Sterkstroom y Albertinia antes de establecerse en Riversdale. Recolectó extensamente plantas en la zona, así como de semillas que se encontraban a lo largo de la costa. Se retiró en 1923 para dedicarse a sus intereses, así como el estudio de conchas. Donó su colección de driftseeds a la Universidad de Stellenbosch en 1929 donde le concedieron un doctorado d honor en Ciencias. Y además beneficiario de la asignación Carnegie Travelling, yéndose al extranjero para estudiar otras colecciones de frutas y semillas transoceánicas. Presentó su herbario al Herbario Nacional, de Pretoria.

## Algunas publicaciones
- 2013. John Muir's Last Journey: South To The Amazon And East To Africa: Unpublished Journals And Selected Correspondence. Pioneers of Conservation. Ed. Michael P. Branch, revisada por Island Press, 400 p. ISBN 1597266086, ISBN 9781597266086[2]
- 1937. Seed-drift of South Africa Mem. Bot. Surv. S.Afr. 16.
- 1929. The Flora of Riversdale, South Africa Mem. Bot. Surv. S.Afr. 13.
- 1929. Gewone Plantname in Riversdal. Ed. Die Huisgenoot, 27 p.

## Reconocimientos
Se convierte en miembro del Royal Society en 1861, que le otorga la Medalla Royal en 1888. Mueller además ingresó a muchas otras sociedades científicas entre ellas incluidas Deutsche Akademie der Naturforscher Leopoldina (1857), la Real Sociedad de Geografía (1858), la Sociedad linneana de Londres (1859).

## Epónimos
Género
- (Aizoaceae) Muiria N.E.Br.[3]

Especies
- (Ericaceae) Blaeria muirii Guthrie[4]
- (Ericaceae) Erica muirii L.Bolus[5]
- (Proteaceae) Leucadendron muirii E.Phillips[6]
- (Proteaceae) Leucadendron muirii E.Phillips[6]

Su mujer, Susanna Steyn, es recordada en (Proteaceae) Protea susannae E.Phillips y (Santalaceae) Thesium susannae A.W.Hill, mientras (Aizoaceae) Muiria hortenseae N.E.Br. fue nombrada para su hija, el beneficio está agrupado como sinónimo de (Aizoaceae) Gibbaeum hortenseae (N.E.Br.) Thiede & Klak.